# Dýchací svaly
Dýchací svaly jsou používány k vtlačení vzduchu do plic a vytlačení vzduchu ven z plic a to tak, že mění objem hrudního koše. Patří mezi ně především mezižeberní svaly a bránice, ale mohou se zapojit i další skupiny svalstva. Tyto svaly jsou používány prakticky neustále. Svaly se dělí na Inspirační (nádechové) a Expirační (výdechové). Každá skupina se dále dělí na hlavní a pomocné.
V případě Inspiračních jsou
1. Primární (hlavní): Bránice, mm. intercostales externi a mm. levatores costarum
2. Akcesorní (vedlejší): svaly šíjové - mm. scaleni, mm. suprahyoidei et mm. infrahyoidei, m. sternocleidomastoideus (při abdukci paže), svaly hrudníku - mm. pectorales, m. serratus anterior, m. serratus posterior superior, m. latissimus dorsi, svaly zádové - m. iliocostalis, erector spinae a krátké hluboké zádové

V případě expiračních jsou
1. Primární (hlavní): m. intercostales interni, m. sternocostalis
2. Akcesorní (vedlejší): svaly břišní - m. transversus abdominis, mm. obliqui abdominis externi et interni, mm. recti abdominis, m.quadratus lumborum a svaly pánevního dna, svaly zádové - m. iliocostalis, m. erector spinae, m. serratus posterior inferior